# Koh-Lanta (jeu vidéo, 2008)
Pour l'émission de télévision éponyme, voir Koh-Lanta.
Koh-Lanta est un jeu vidéo sorti le 19 juin 2008 2008 sur Nintendo DS, développé par Smack Down Productions et édité par Mindscape. Il est basé sur l'émission Koh-Lanta. Le jeu est adapté le 31 octobre 2008 sur Wii sous la forme d'un party game.

## Système de jeu

### DS
Sur Nintendo DS, le joueur peut créer son personnage et intégrer l'équipe Orios (jaune) ou l'équipe Athanas (rouge) ; il y a seize candidats (soit huit par équipe).
Le jeu contient un mode multijoueur à deux joueurs,.

### Wii
Sur Wii, le jeu est un party game qui se compose de vingt-quatre mini-jeux sur la base des épreuves de confort et d'immunité de l'émission Koh-Lanta.

## Accueil
- Gamekult : 3/10[6] (Wii)
- JeuxActu : 4/20[7] (Wii)
- Jeuxvideo.com : 11/20[8] (DS), 9/20[5] (Wii)